# Górka Stogniowska
Górka Stogniowska – wieś w Polsce położona w województwie małopolskim, w powiecie proszowickim, w gminie Proszowice.
W latach 1975–1998 miejscowość administracyjnie należała do województwa krakowskiego.

## Zabytki
Obiekt wpisany do rejestru zabytków nieruchomych województwa małopolskiego.
- Kaplica pw. Matki Boskiej Różańcowej, otoczenie.

### Inne zabytki
We wsi znajduje się również cmentarz osób zmarłych na cholerę w połowie XIX w.